# Furner Conservation Park
Furner Conservation Park är en park i Australien. Den ligger i delstaten South Australia, omkring 310 kilometer sydost om delstatshuvudstaden Adelaide. Furner Conservation Park ligger 31 meter över havet.
Trakten runt Furner Conservation Park är nära nog obefolkad, med mindre än två invånare per kvadratkilometer..
Trakten runt Furner Conservation Park består till största delen av jordbruksmark. Genomsnittlig årsnederbörd är 804 millimeter. Den regnigaste månaden är juni, med i genomsnitt 137 mm nederbörd, och den torraste är februari, med 14 mm nederbörd.